# Čifluk (Tešanj)
Pour les articles homonymes, voir Čifluk.
Čifluk (en cyrillique : Чифлук) est un village de Bosnie-Herzégovine. Il est situé dans la municipalité de Tešanj, dans le canton de Zenica-Doboj et dans la fédération de Bosnie-et-Herzégovine. Selon les premiers résultats du recensement bosnien de 2013, il compte 640 habitants.

## Géographie
Le village est situé au nord-est de Tešanj, au bord de la rivière Tešanjka, un affluent de l'Usora.

## Démographie

### Évolution historique de la population dans la localité
| 1948 | 1953 | 1961 | 1971 | 1981 | 1991 | 2013 |
| ---- | ---- | ---- | ---- | ---- | ---- | ---- |
| -    | -    | 239  | 302  | 439  | 547  | 640  |

|  |